# Rosières-près-Troyes
Rosières-près-Troyes är en kommun i departementet Aube i regionen Grand Est (tidigare regionen Champagne-Ardenne) i nordöstra Frankrike. Kommunen ligger  i kantonen Troyes 7e Canton som ligger i arrondissementet Troyes. År 2022 hade Rosières-près-Troyes 4 866 invånare.

## Befolkningsutveckling
Antalet invånare i kommunen Rosières-près-Troyes
Referens: INSEE